# Africaterphis
Africaterphis este un gen de muște din familia Acroceridae.

Cladograma conform Catalogue of Life:
| Africaterphis | \| \| Africaterphis acroceroides \| \| \| \| \| \| Africaterphis gertschi \| \| \| \| |
|               | \| \| Africaterphis acroceroides \| \| \| \| \| \| Africaterphis gertschi \| \| \| \| |
|               | Africaterphis acroceroides                                                            |
|               |                                                                                       |
|               | Africaterphis gertschi                                                                |
|               |                                                                                       |